# Psychoglypha smithi
Psychoglypha smithi là một loài Trichoptera trong họ Limnephilidae. Chúng phân bố ở miền Tân bắc.